# 名古屋市立砂田橋小学校
名古屋市立砂田橋小学校（なごやしりつ すなだばししょうがっこう）は、名古屋市東区にある公立小学校。砂小（すなしょう）の愛称で呼ばれている。
学区内に集合住宅が多数建設され人口の急増が見込まれたことから、名古屋市立矢田小学校の学区を分離する形で開校した。

## 概要
名古屋市東区の最も東の地域を学区とする公立小学校であり、昭和50年代に同地域の矢田川沿いに集合住宅群が建設され人口が急増したことにより名古屋市立矢田小学校の学区を分離する形で1979年（昭和54年）4月に設立された。その後1984年（昭和59年）10月に住居表示が実施されたことにより、砂田橋小学校の学区は砂田橋一丁目から砂田橋五丁目までの地域となり小学校名と学区の町名が完全に一致する形となっている。
設立の経緯にもあるように、学区内には集合住宅が多く、在校児童の小学校への通学分団も集合住宅の棟を単位として編成されていることが多い。

## 沿革

### 経緯
名古屋市東区の矢田川沿いの地域に矢田川パークハウス・大幸東団地などの集合住宅が建設されたことにより、従来名古屋市立矢田小学校の学区であった同地域の人口急増が見込まれることから、1978年4月に「矢田学区鍋屋上野方面小学校」が作られることとなった。同年6月に地元向け説明会開催、9月に起工式が行われ、10月には校名が「名古屋市立砂田橋小学校」に決定した。工事の進捗状況が危ぶまれていた校舎も開校直前の1979年3月中に何とか完工し、4月3日には開校宣言式、4月4日には入学式、4月5日に始業式が行われ、名実共に砂田橋小学校がスタートした。開校時の全校生徒は333人であった。
※ 記述にあたっては、『創立5周年記念誌　砂田橋』他を参照した。

### 年表
- 1979年 - 4月、開校する。
- 1981年 - 校歌「さわやかな朝」制定。福島佐松作詞、森一也作曲。
- 1985年 - 校舎防音工事実施、全館空調開始。
- 1999年 - 特別支援学級開設。通称「すなっ子学級[注 5]」。
- 2001年 - トワイライトスクール開設。

### 児童数の変遷
『愛知県小中学校誌』（1998年）によると、児童数の変遷は以下の通りである。
| 1979年（昭和54年） | 355人 |  |
| 1987年（昭和62年） | 740人 |  |
| 1997年（平成9年）  | 473人 |  |

## 教育方針
教育目標として、「教育基本法の精神にのっとり、地域性を考えて、進んで協力し合い、心身共にたくましく、実行力と責任感の強い児童の育成を目指す。」としている。
校訓としては、
- す　進んでします
- な　仲よくします
- だ　たくましくなります
- ば　働くことを大切にします
- し　自分でします

を掲げている。
教育目標・校訓は開校時の校長の「学校がスタートした以上早々にこれらを決める必要がある」との見解から、開校時の教諭陣の話し合いにより急ぎ決められた。校訓の設定は開校後一月以内の1979年4月26日とされている。
※ 記述にあたっては、『開校30周年記念学校要覧』を参照した。

## 通学区域
名古屋市東区

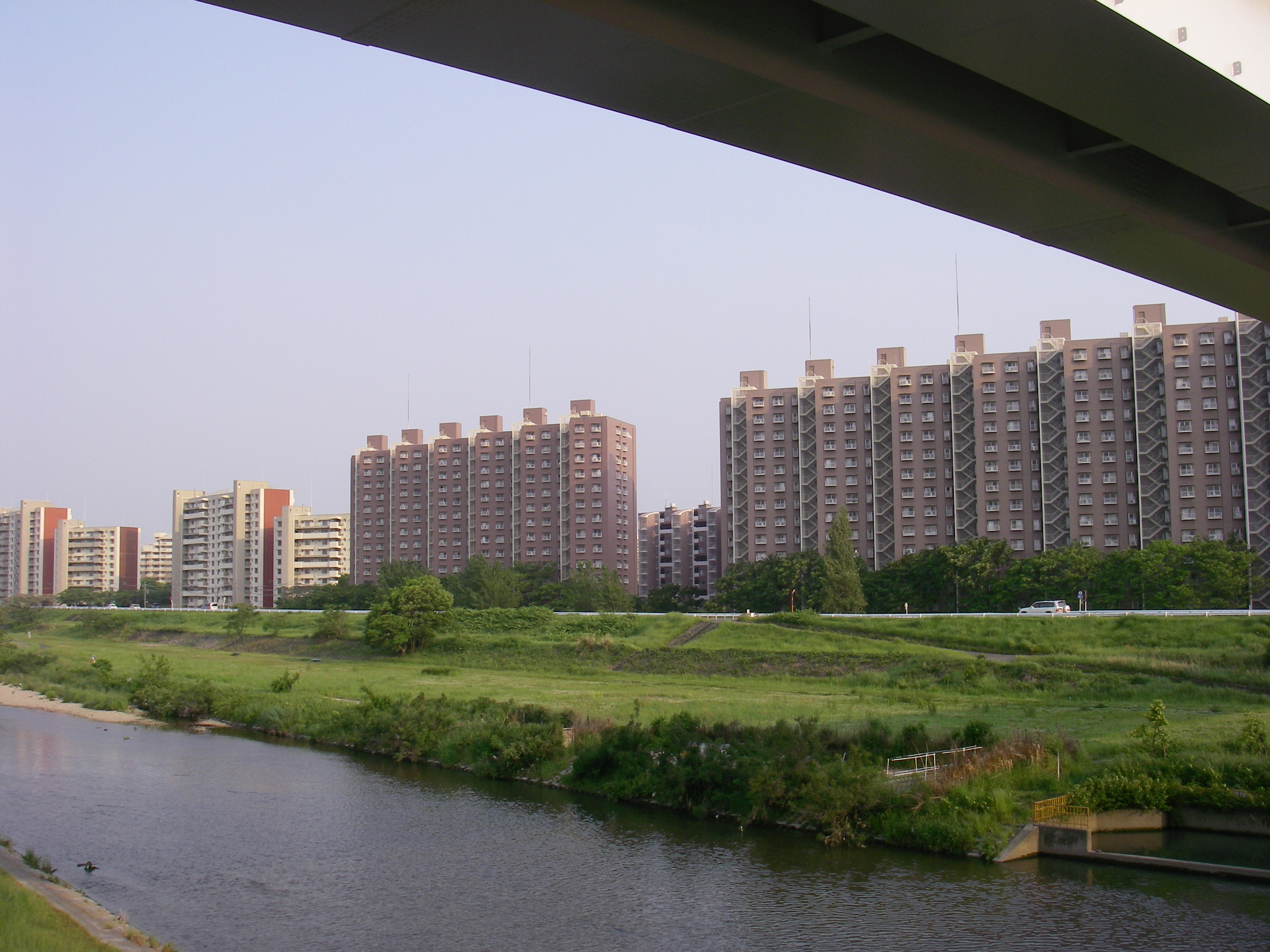
矢田川沿いの集合住宅群
愛知県道30号関田名古屋線宮前橋上から撮影、画面上部はゆとりーとライン（2012年5月）

- 砂田橋一丁目・二丁目・三丁目・四丁目・五丁目の全部
- 当学区は全域にわたって住居表示が実施された[注 7][1]地域である。

### 通学区域の詳細
2010年（平成22年）国勢調査によると、学区の面積は0.490km2、世帯数は2835世帯、人口は6156人である。km2あたりの人口密度は12563人と、東区内の9小学校区においてトップである。
学区内は矢田川沿いの集合住宅群を中心とした住宅地としての色彩が強い。集合住宅以外の住宅は砂田橋五丁目内に見られる程度である。また、砂田橋二丁目には名古屋中学校・高等学校、敷地面積は広いが居住者はいないこれらの施設により上記の人口密度の値が押し下げられているため、学区内の人口密度は実態としてはさらに高いものと考えられる。
※ 記述にあたっては、『名古屋の町（大字）・丁目別人口（平成22年国勢調査）』行政区別統計表を参照した。

### 隣接する公立小学校区
いずれも名古屋市立の小学校である。
- 矢田小学校（東区） - 当学区の西側、砂田橋小学校と2校で名古屋市立矢田中学校区を構成する[注 9]。
- 廿軒家小学校（守山区） - 当学区の北側、矢田川の対岸となる。
- 千代田橋小学校（千種区） - 当学区の東側。
- 富士見台小学校（千種区） - 当学区の南東側。
- 上野小学校（千種区） - 当学区の南側。

### 進学先中学校
名古屋市では公立学校選択制が導入されていないことから、砂田橋小学校を卒業した児童の公立中学校進学先は名古屋市立矢田中学校となる（進学時に学区の変更を伴う転居などがない場合）。

### 学区内の主な施設
- 名古屋学院　名古屋中学校・高等学校（砂田橋二丁目）
- コカ・コーライーストジャパンプロダクツ名古屋工場（砂田橋四丁目）
- 砂田橋会館（砂田橋一丁目）
- 名古屋市立大幸幼稚園（砂田橋五丁目）
- 名古屋市立砂田橋保育園（砂田橋三丁目）
- 砂田橋ショッピングセンター（砂田橋一丁目）
- ホームセンターコーナン砂田橋店（砂田橋四丁目）
- スポーツDEPO砂田橋店（砂田橋四丁目）
- 西濃運輸大曽根支店（砂田橋五丁目）

## 交通アクセス
- 名古屋市営地下鉄名城線・名古屋ガイドウェイバスガイドウェイバス志段味線（ゆとりーとライン）砂田橋駅より徒歩約5分。
  - 駅名は「砂田橋」であるが、駅自体は砂田橋小学校区外に所在する（名古屋中学校・高等学校敷地を借りる形で設けられた地下鉄3番出入口周辺のみ学区内）。
  - 他に地下鉄名城線茶屋ヶ坂駅も徒歩で利用可能な位置にある。